# Perales de Tajuña
Perales de Tajuña è un comune spagnolo di 2 107 abitanti situato nella comunità autonoma di Madrid.